# Centropyge loricula

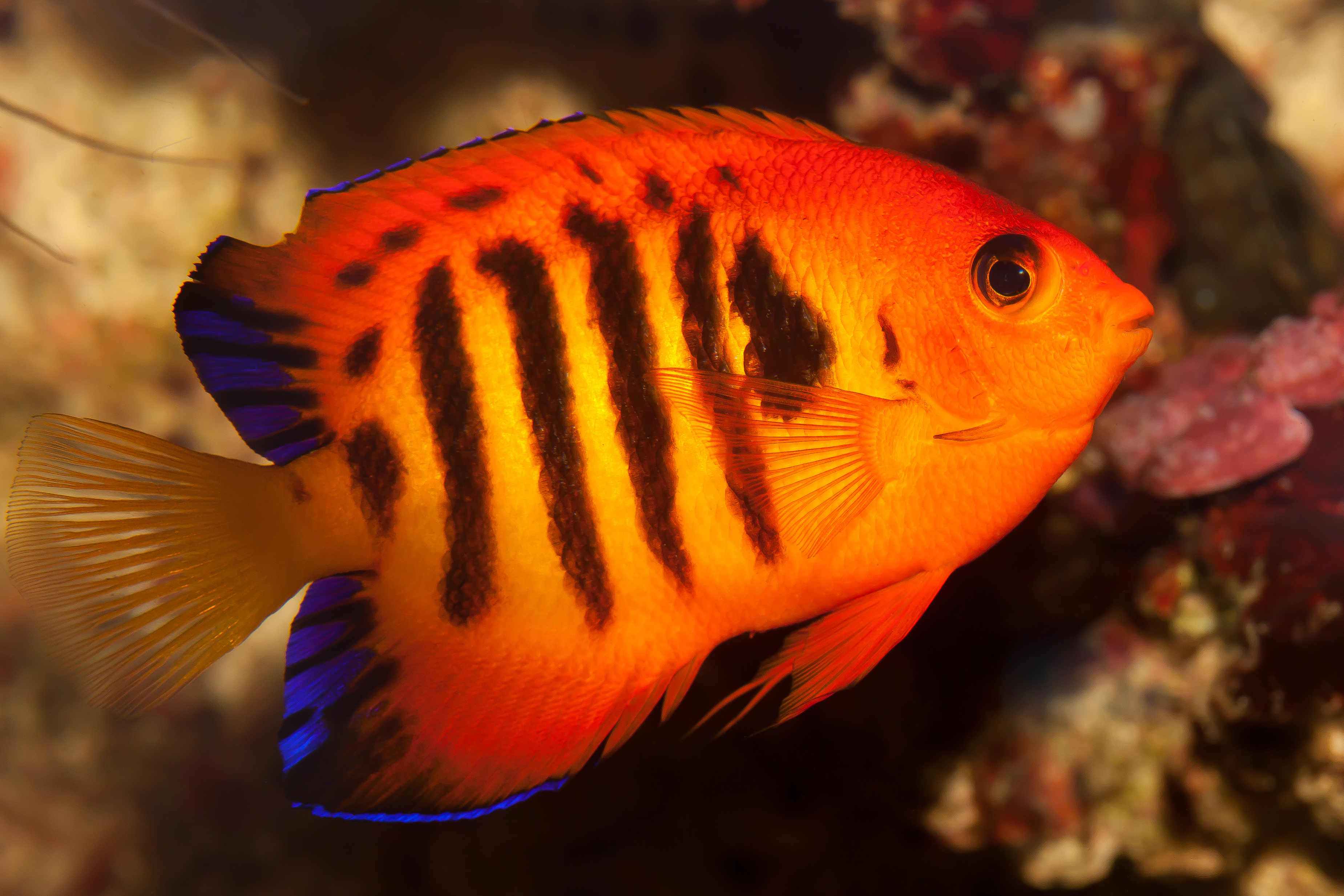

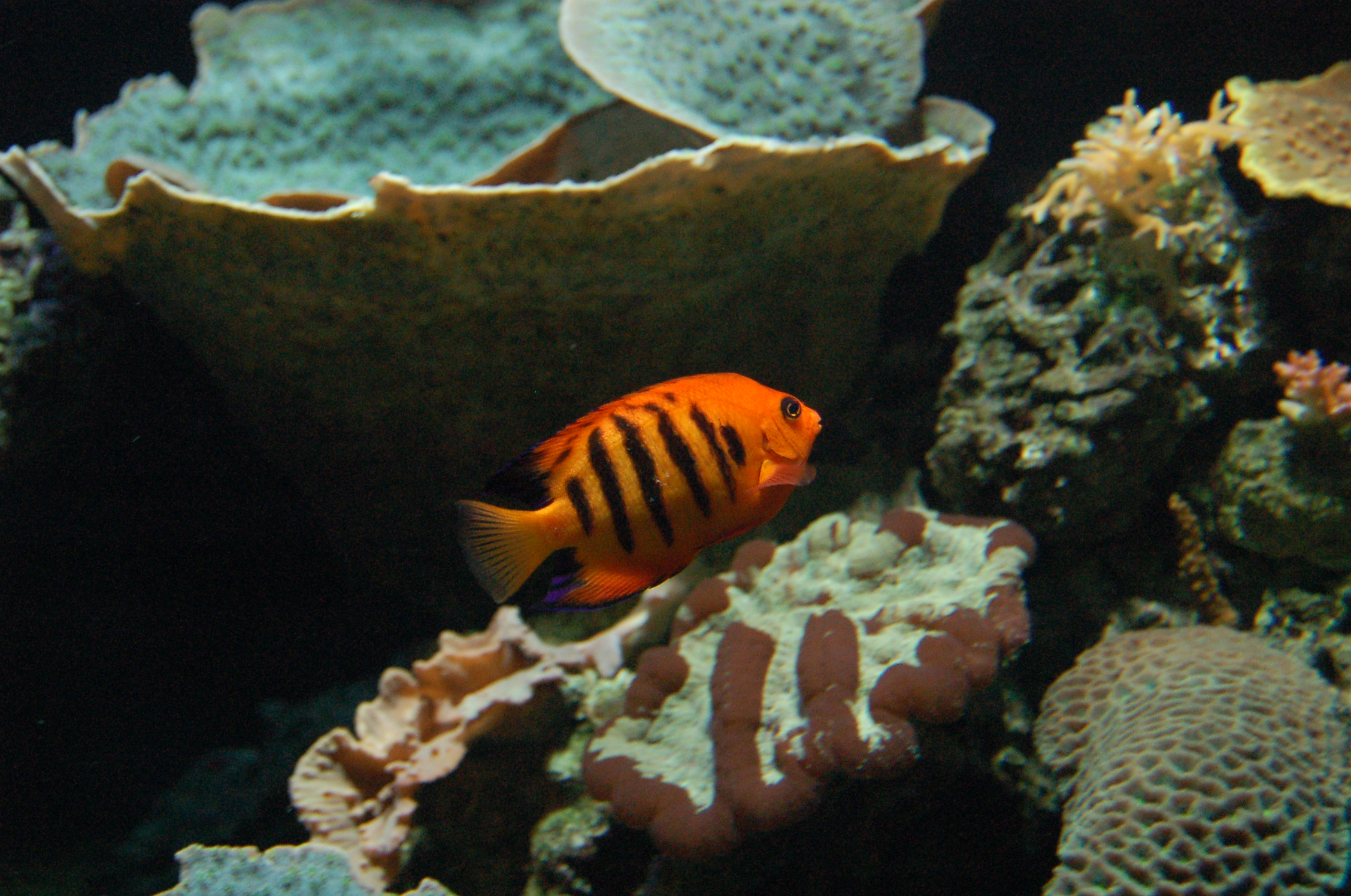

Centropyge loriculus es un pez ángel marino de la familia Pomacanthidae. Sus nombres comunes en inglés son Flame angelfish, o pez ángel llama, y Japanese pygmy angelfish, o pez ángel enano japonés.

## Morfología
Su cuerpo es aplanado y comprimido lateralmente, con las aletas redondeadas. El color de la cabeza, cuerpo y aletas es de rojo anaranjado a rojo brillante. En ocasiones, la parte central del cuerpo es más anaranjada que las partes distales. Tiene una mancha negra desde el principio de la dorsal hasta la base de las aletas pectorales, y un número variable, entre 0 y 7, de bandas negras verticales en los laterales del cuerpo. Concretamente, los ejemplares de las islas Marquesas no tienen estas bandas laterales. Algunas poblaciones tienen puntos negros en las aletas dorsal y anal. La aleta anal y la mitad posterior de la dorsal son negras, con el margen azul. La aleta caudal y las pectorales son de color naranja translúcido.
Tiene 14 espinas dorsales, entre 16 y 18 radios blandos dorsales, 3 espinas anales y entre 17 y 18 radios blandos anales.
Alcanza los 15 cm de largo.

## Hábitat y distribución
Bento-pelágico. Habita lagunas y arrecifes exteriores. De carácter reservado, no suele alejarse de su guarida. Es una especie no migratoria. Su rango de profundidad está entre los 15 y 60 m. Es una especie común, con poblaciones estables.
Se encuentra en las aguas tropicales del Océano Pacífico. Es especie nativa de Australia (Queensland); Cocos; Islas Cook; Fiyi; Guam; Hawái; Islas Marianas del Norte; Islas Marshall; Micronesia; Isla Navidad ; Nueva Caledonia; Palau; Papúa Nueva Guinea; Pitcairn; Polinesia; Islas Salomón; Samoa; Tonga; Tuvalu; Vanuatu y Wallis y Futuna.

## Alimentación
Se alimenta de algas y pequeños crustáceos.

## Reproducción
Ovíparos y fertilizadores externos. Forman harenes de 3 a 7 individuos.